# Inferieur goed
Een inferieur goed is een goed waarvan de consument minder gaat kopen als zijn inkomen stijgt en waarvan hij meer gaat kopen als zijn inkomen daalt (ceteris paribus, dus als alle andere prijzen gelijk blijven). 
De inkomenselasticiteit van een inferieur goed is negatief. Bij een laag inkomen zal een consument bijvoorbeeld goedkoop vlees en tweedehands kleren kopen, maar als zijn inkomen hoger wordt, stapt hij over naar duurder vlees en chiquere kleding. Bij het hogere inkomen worden het goedkope vlees en de tweedehands kleren inferieure goederen. De term inferieur slaat niet op de kwaliteit van het goed. Als het inkomen maar voldoende toeneemt, zal bijna elk goed uiteindelijk worden vervangen door een in de ogen van de consument meer gewenst goed. Op dat moment wordt het vervangen goed een inferieur goed.
Naast inferieure goederen zijn er normale goederen. Het is een normale reactie dat er meer van zo'n goed gekocht wordt als het inkomen toeneemt. De inkomenselasticiteit van deze goederen is positief. Normale goederen zijn te verdelen in primaire goederen, die minder sterk reageren op een inkomensverandering en luxe-goederen die in verhouding sterk reageren op een inkomensverandering (en bovendien een drempelinkomen hebben).